# Sudden Lights
Os Sudden Lights são uma banda de música da Letónia, conformada em 2012 na cidade de Riga. A banda é composta por Andrejs Reinis Zitmanis, Mārtiņš Matīss Zemītis, Kārlis Matīss Zitmanis e Kārlis Vārtiņš. Em 2023, participaram no concurso «Supernova 2023», onde ganharam a oportunidade de representar a Letónia no Festival Eurovisão da Canção 2023.

## História
A 22 de Setembro de 2017, a banda lançou o seu álbum de estreia «Suburbs». Contém 10 canções em letão e inglês. O primeiro concerto auto-organizado, onde tocaram as músicas do álbum, foi realizado na Teatro Dailes, na capital letã, a 12 de Abril de 2018. A cantora Tīna Šipkēvica também participou no evento.
No início de 2018, com a canção «Just Fine», o grupo participou no «Supernova 2018», para seleccionar a canção letã que irá representar o país no Festival Eurovisão da Canção desse ano. Inicialmente, o grupo não se qualificou para as meias-finais, mas o júri da equipa da Latvijas Televīzija deu ao grupo uma segunda oportunidade. Depois de terem uma segunda oportunidade na competição, os rapazes apresentaram a sua canção na final e ficaram em segundo lugar na classificação.
Em 2023, o grupo participou no concurso «Supernova 2023», organizado pela Latvijas Televīzija, com a canção «Aijā». O grupo venceu o concurso e ganhou o direito de representar a Letónia no Festival Eurovisão da Canção 2023, em Liverpool.